# Toshihiko Seko
Toshihiko Seko (Kuwana, 14 de julho  de 1956) é um ex-fundista japonês e um dos maiores maratonistas de todos os tempos.
Seko venceu por quatro vezes a Maratona de Fukuoka (1978-80, 1983), duas vezes a Maratona de Boston (1981-87) e as maratonas de Londres e Chicago no mesmo ano (1986). Em 1981 quebrou os recordes mundiais das distâncias não-olímpicas dos 25.000 m e dos 30.000 m, marcas que permaneceram como recordes por trinta anos, sendo batidas apenas em 2011 pelo queniano Moses Mosop. Ele venceu todas as maratonas que disputou entre 1979 e 1988 à exceção, por ironia, das duas em que participou nos Jogos Olímpicos, Los Angeles 1984 e Seul 1988.
Depois de encerrar a carreira ele tornou-se técnico de atletismo e integrante do Conselho de Educação da Administração Metropolitana de Tóquio.